# 謝絢
谢绚（?—?），字宣映，东晋陈郡阳夏县（今河南省太康县）人，谢朗之孙，谢重的儿子，谢瞻、谢晦之兄。
谢绚放荡不羁，对诸舅礼敬多缺。曾在座中戏弄舅父袁湛，袁湛说谢绚“便是两世无渭阳情”，“渭阳之情”以晋文公和秦康公的典故，即甥舅之情。谢绚官至刘裕属下的镇军长史。其子谢世基、谢世猷。